# Nordek
Nordek (nach schwedisch NORDiskt EKonomiskt samarbete) bzw. Nordøk (im Dänischen und Norwegischen) ist die Bezeichnung für eine in den 1950er und 1960er Jahren geplante wirtschaftliche Kooperation der nordischen Länder. Das Kürzel Nordek bzw. Nordøk steht für Nordische Wirtschaftsgemeinschaft.
Die Idee für eine nordische Zollunion (zwischen Dänemark, Island, Norwegen, Schweden) kam erstmals im Juli 1947 auf. Die eingesetzte Kommission riet aber 1950 davon ab. Im Juli 1958 empfahl das Komitee für wirtschaftliche Zusammenarbeit des Nordischen Rates die Bildung eines gemeinsamen nordisches Marktes, entsprechende Überlegungen wurden jedoch bald zugunsten der 1960 gegründeten EFTA aufgegeben. 1968 lancierte der dänische Statsminister Hilmar Baunsgaard die Idee zur Gründung einer Wirtschaftsgemeinschaft innerhalb des nordischen Raumes als Alternative zur damaligen Europäischen Wirtschaftsgemeinschaft. Die Nordek-Verhandlungen begannen schließlich im April 1968 und wurden im März 1970 durch einen Vertragstext, der unter anderen Malmö in Skåne als Sitz der zukünftigen Wirtschaftsgemeinschaft vorsah, abgeschlossen. Den Verhandlungen war bereits eine sehr erfolgreiche Zusammenarbeit der nordischen Staaten bei den GATT-Verhandlungen vorausgegangen. Die Nordek-Verhandlungen scheiterten jedoch im Februar 1970, da Finnland aus den beinahe schon vollendeten Nordek-Verhandlungen austrat, da die Sowjetunion einer anstehenden Ratifizierung Finnlands Widerstand entgegenbrachte, aber auch weil die Nordek-Initiative zunehmend von Überlegungen der nordischen Nachbarn zu einem möglichen EWG-Beitritt überschattet wurden. Nach dem Scheitern von Nordek nahmen Dänemark und Norwegen (zusammen mit dem Vereinigten Königreich) Verhandlungen über den Beitritt zur EG auf. Dennoch konnten in Folge der gescheiterten Nordek-Verhandlungen einige Vertiefungen innerhalb der nordischen Zusammenarbeit erreicht werden wie die Einrichtung des Nordischen Ministerrates oder die Gründung einer Nordischen Investitionsbank.